# Amanti di valore
Frutta e verdura — двадцать четвёртый студийный альбом итальянской певицы Мины, выпущенный в 1973 году на лейбле PDU. Альбом изначально распространялся с Frutta e verdura как двойной альбом. В еженедельном рейтинге занял третье место. Авторами всех песен на альбоме стали Франко Калифано и Карло Пес.

## Список композиций
| №  | Название                   | Длительность |
| -- | -------------------------- | ------------ |
| 1. | «Amanti di valore»         | 4:22         |
| 2. | «La vita goccia a goccia»  | 4:32         |
| 3. | «Ieri, ieri»               | 3:59         |
| 4. | «I sogni di un semplice»   | 5:04         |
| 5. | «La solita storia d’amore» | 3:33         |
| 6. | «Un po’ d’uva»             | 0:28         |

| №  | Название                     | Длительность |
| -- | ---------------------------- | ------------ |
| 1. | «Il poeta che non pensa mai» | 3:59         |
| 2. | «La mia vecchiaia»           | 3:14         |
| 3. | «Carlo detto il mandrillo»   | 2:57         |
| 4. | «Inibizioni al vento»        | 4:00         |
| 5. | «Ninna nanna amore stanco»   | 2:48         |

## Чарты

### Еженедельные чарты
| Чарт (1973–74)                                       | Высшая позиция | Недель в чарте |
| ---------------------------------------------------- | -------------- | -------------- |
| Италия (Musica e dischi) · вместе с Frutta e verdura | 1              | 15             |
| Италия (Musica e dischi)                             | 3              | 9              |